# プリいも Please teach! My Sister
『プリいも Please teach! My Sister』（プリいも・プリーズ・ティーチ!マイ・シスター）は2004年1月20日にぷちぱじゃまより発売された18禁のパソコンゲーム（アダルトゲーム）ソフト。『Please teach! My Angel』の続編。

## 登場人物
蒼乃翼
主人公。
蒼乃野々香声：日向裕羅
主人公の妹で私立天野ヶ原学園の一年生。身長154cm・B78・W58・H81
天川聖玲奈声：野神奈々
私立天野ヶ原学園の新任教師で主人公の担任。身長168cm・B92・W62・H88

## スタッフ
- 原画 - 大野哲也
- シナリオ - 長野ヒロユキ
- 主題歌 - 佐藤裕美『 想いのきせき 』